# 周曉蘭
周晓兰（1957年4月15日—），江苏南京人，前中國女排隊主攻手，身高1.82米，以心理素質好，臨場發揮穩定見稱，擅長攔網、扣球，是中国女排80年代五連冠時的選手。绰号天安门城墙。
退役后选择从政，1995年周晓兰辞去公职和丈夫定居美国。

## 主要成绩
- 1984年夏季奧林匹克運動會排球比賽冠军